# Бублик Василь
Василь Бублик (нар. бл. 1840 — пом. бл. 1890) — український кобзар періоду XIX століття.

## Життєпис
Народився приблизно 1840 року. Жив і працював у Никонівці Прилуцького повіту Полтавської губернії Російської імперії.
Наставником в кобзарському ремеслі для Бублика став Остап Вересай, якого художник Лев Жемчужников та письменник Пантелеймон Куліш умовили взяти на навчання в числі кількох інших учнів — Ярохтея з Березівки, Антона Негрія з Калюжинець та Янголя з Березівки, і які стали продовжувачами традиції свого вчителя..
Василь Бублик помер приблизно 1890 року.